# Чармахой
Чармахой (чечен. ЧӀармаха) — покинутое село в Галанчожском районе Чеченской Республики. Входит Хайбахское сельское поселение.

## География
Расположено на левом берегу реки Гехи, к северо-востоку от районного центра Галанчож.
Ближайшие аулы: на северо-западе — Тестархой, на юго-западе — Моцарой и Хайбах, на юго-востоке — Хилой.

## История
Аул Чармахой был ликвидирован в 1944 году во время депортации чеченцев. После восстановления Чечено-Ингушской АССР чеченцам было запрещено возвращаться в свои исконные районы: Галанчожский, Шатойский и Итум-Калинский.